# Seznam skladatelů vážné hudby, A
Seznam skladatelů vážné hudby podle abecedy:
A – B –
C – Č –
D – E – 
F – G –
H – Ch –
I – J –
K – L –
M – N –
O – P –
Q – R –
Ř – S –
Š – T –
U – V –
W – X –
Y – Z –
Ž
- Kejian A (1933)
- Thorvald Aagaard (1877–1937)
- Truid Aagesen (1593–1625)
- Heikki Aaltoila (1905–1992)
- Evald Aav (1900–1939)
- Cornaglia Pietro Abbá (1851–1894)
- Natale Abbadia (1792–1861)
- Antonio Maria Abbatini (1597–1679)
- Keiko Abe (*1937)
- Komei Abe (1911–2006)
- Clamor Heinrich Abel (1634–1696)
- Karl Friedrich Abel (1723–1787)
- John Abell (1652–1724)
- Pierre Abélard (1079–1142)
- Johann Christian Ludwig Abeille (1761–1838)
- David Abell (?–1576)
- Jan Hakan Aberg (1916–2012)
- Sven Aberg (1963)
- Jan Josef Abert (1832–1915)
- Willoughby Bertie, 4th Earl of Abingdon (1740–1799)
- Peter Ablinger (1959)
- Girolamo Abos (1715–1760)
- Paul Abraham (1892–1960)
- Maurice Abrahams (1883–1931)
- Hans Abrahamsen (1952)
- Emil  Ábrányi (1882–1970)
- Juan Manuel Abras (1975)
- Jean Absil (1893–1974)
- Franz Wilhelm Abt (1819–1885)
- Filippo Acciaiuoli (1637–1700)
- Agostino Accorimboni (1739–1818)
- Rafael Aceves y Lozano (1837–1876)
- Joseph Achron (1886–1943)
- Carlo Acton (1829–1909)
- Marcial del Adalid y Gurréa (1826–1881)
- Adam de la Halle (1245–1288)
- Adam von Fulda (1445–1505)
- Adolphe Adam (1803–1856)
- Jenö Ádám (1896–1982)
- Stanislav Adam (1889–1974)
- Josef Adamík (1947–2009)
- Mark Adamo (1962)
- John Adams (1947)
- Leslie Adams (1932)
- Murray Adaskin (1906–2002)
- Richard Addinsell (1904–1977)
- John Addison (1766–1844)
- August Adelburg (1830–1873)
- Hugo Chaim Adler (1894–1955)
- Kurt Adler (1907–1977)
- Larry Adler (1914–2001)
- Samuel Adler (* 1928)
- Quido Adler (1855–1941)
- Anton Cajetan Adlgasser (1729–1777)
- Andrea Adolfati (1721–1760)
- Bruce Adolphe (1955
- Olle Adolphson (1934–2004)
- John Adson (1587–1640)
- Sakir Aga (1779–1840)
- Agostino Agazzari (1581–1642)
- Klaus Ager (* 1946)
- François d'Agincourt (1684–1758)
- Salvatore Agneli (1817–1874)
- Maria Teresa Agnesi (1720–1795)
- Carl Bertil Agnestig (* 1924)
- Mezio Agostini (1875–1944)
- Pietro Simone Agostini (1635–1680)
- Johan Joachim Agrell (1701–1765)
- Alexander Agricola (1446–1506)
- Carl Christian Agthe (1762–1797)
- Dionisio Aguado (1784–1849)
- Miguel del Aguila (* 1957
- Sebastian Aguilera de Heredia (1561–1627)
- Julian Aguirre (1868–1924)
- Johann Rudolf Ahle (1625–1673)
- Marie Terezie z Ahlefeldtu, kněžna z Thurn-Taxisu (1755–1823)
- Waldemar Ahlen (1894–1982)
- Hans Ahlgrimm (1904–1945)
- David Ahlstrom (1927–1992)
- Jacob Niclas Ahlström (1805–1857)
- Harri Ahmas (* 1957)
- Oscar Ahnfelt (1813–1882)
- Kalevi Aho (1949–1997)
- Joseph Ahrens (1904–1867)
- Johann Kaspar Aiblinger (1779–1867)
- Vojtěch Bořivoj Aim (1886–1972)
- Francois Aimon (1779–1866)
- Hugh Aitken (1924–2012)
- Erik Akerberg (1860–1938)
- Samuel Akeroyde (1684–1706)
- Fjodor Stěpanovič Akimenko (1876–1945)
- Samuel Akpabot (1931–2000)
- Necil Kazim Akses (1908–1999)
- Semion Aksionov (1784–1853)
- Jasuši Akutagawa (1925–1989)
- Jakiv Akymenko (1883–1921)
- Fjodor Akymenko (1876–1945)
- Alexandr Alexandrovič Alabjev (1787–1851)
- Nikolaj Iljič Aladov (1890–1972)
- Jehan Alain (1911–1940)
- Domenico Alaleona (1881–1928)
- Antonio Alamanni (1464–1528)
- Pierre Alamire (1470–1536)
- Ferdinand Alanus de Rupa (?–1703)
- Pollanen Kari Ala (1940–1974)
- Farid Al-Atrash (1910–1974)
- Delphin Alard (1815–1888)
- Jules Eugéne Abraham Alary (1814–1891)
- Isaac Albéniz (1860–1909)
- Mateo Albeniz (1755–1831)
- Pedro y Basanta Albéniz (1795–1855)
- Pere Alberch (1517–1582)
- Pirro Albergati (1663–1735)
- Sebastian de Albero (1722–1756)
- Eugen d'Albert (1864–1932)
- Heinrich Albert (1604–1651)
- Heinrich Albert (1870–1950)
- Karel Albert (1901–1987)
- Stephen Albert (1941–1992)
- Domenico Alberti (1710–1740)
- Innocentio Alberti (1535–1615)
- Joachim Albertini (1749–1812)
- Per Hjort Albertsen (1919–1989)
- Giovanni Henrico Albicastro (1660–1730)
- Tomaso Giovanni Albinoni (1671–1751)
- Alexander Albrecht (1885–1958)
- Johann Georg Albrechtsberger (1736–1809)
- Vincenco Albrici (?–1691)
- William Albright (1944–1998)
- Macedonio Alcala (1831–1869)
- Luna Alcalay (1928–2012)
- Jose Bernardo Alcedo (1788–1878)
- Galpin Walter Alcock (1861–1947)
- Henry Aldrich (1648–1710)
- Robert Livingston Aldridge (* 1954)
- Giuseppe Aldrovandini (1671–1707)
- Felice Alessandri (1747–1798)
- Raffaele d' Alessandro (1911–1959)
- Liana Alexandra (1947
- Charles-Guillaume Alexandre (1735–1787)
- Alexander Vasiljevič Alexandrov (1883–1946)
- Anatolij Nikolajevič Alexandrov (1888–1982)
- Minas Alexiadis (* 1960
- Carl Alexius (1928–2003)
- Franco Alfano (1875–1954)
- Giuseppe Alfiero (1630–1665)
- Paris Francesco Alghisi (1666–1733)
- Sebastian Alfonso (1616–1692)
- král Alfons X. Kastilský (1221–1284)
- Kenneth Alford (1881–1945)
- Hugo Alfvén (1872–1960)
- Leon Algazi (1890–1971)
- Bernardo Aliprandi (1710–1792)
- Francesco Alio (1862–1908)
- Richard Alison (1560–1610)
- Franghiz Ali-Zadeh (* 1947)
- Charles Valentin Alkan (1813–1888)
- Géza Allaga (1841–1913)
- Douglas Allanbrook (1921–2003)
- Per Gunnar Alldahl (1943
- Gregorio Allegri (1582–1652)
- Lorenzo Allegri (1567–1648)
- George Frederick Ferdinand Allen (1856–1925)
- Pedro Humberto Allende (1885–1959)
- Claude Loyola Allgen (1920–1990)
- Richard Allison (1560–1610)
- Frances Allitsen (1848–1912)
- Samuel Alman (1877–1947)
- Francisco Antonio de Almeida (1702–1755)
- Atso Almila (1953
- Knut O. W.  Almroth (1900–1971)
- Carl Jonas Love Almqvist (1793–1866)
- Eyvind Alnaes (1872–1932)
- Francisco Alonso (1887–1948)
- Mudara Alonso (1510–1580)
- Giovanni Battista Alouisi (1600–1665)
- Birgitte Alsted (* 1942
- Sumbati Riad Al (1906–1981)
- Refik Talat Alpman (1894–1947)
- Johann Ernst Altenburg (1734–1801)
- Michael Altenburg (1584–1640)
- Israel Alter (1901–1979)
- Louis Alter (1902–1980)
- Ragnar Althén (1883–1961)
- Johann Christoph Altnickol (1720–1759)
- Alexandr Alexandrovič Aljabijev (1787–1851)
- Fermin Maria Alvarez (1833–1898)
- Giovanni Battista Alveri (1660–1719)
- William Alwyn (1905–1985)
- Filippo Amadei (1670–1729)
- Tadeáš Amadé (1783–1845)
- hraběnka Amálie Frederika Saská (1794–1870)
- Joan Albert Amargos (* 1950
- Vincenzo Amato (1629–1670)
- Giovanni Ambrosio (1425–1480)
- Hermann Ambrosius (1897–1983)
- Vladimír Ambros (1890–1956)
- André Amellér (1912–1990)
- Giuseppe Amendola (1750–1808)
- Bernhard Amenreich (1560–1564)
- Fikret Amirov (1922–1984)
- Guy Ammandt (1886–1943)
- Elias Nikolaus Ammerbach (1530–1597)
- John Amner (1579–1641)
- Cataldo Amodei (1650–1695)
- Johannes Andreas Amon (1763–1825)
- David Amram (1930
- Prosper Amtmann (1809–1854)
- Antonín Anděl (1880–?)
- Juan de Anchieta (1462–1523)
- Kerstin Andeby (1952
- Hendrik Anders (1657–1714)
- Eyvin Andersen (1914–1968)
- Fritz Andersen (1829–1910)
- Joachim Andersen (1847–1909)
- Beth Anderson (* 1950
- Julian Anderson (* 1967
- Kai Normann Anderson (1900–1967)
- Leroy Anderson (1908–1975)
- Sophus Anderson (1859–1923)
- Thomas Jefferson Anderson (1928
- Kevork Andonian (* 1978
- Tibor Andrašovan (1917–2001)
- Johann André (1741–1799)
- Johann Anton André (1775–1842)
- Volkmar Andreae (1879–1962)
- Elfrida Andrée (1841–1929)
- Gaetano Andreozzi (1755–1826)
- Bernard Andres (1941–1981)
- Hendrik Andriessen (1892–1996)
- Jurriaan Andriessen (1925
- Louis Andriessen (1939
- Peter Androsch (1963
- Adam Andrzejowski (1880–1920)
- Felice Anerio (1560–1614)
- Giovanni Francesco Anerio (?–1621)
- Pasquale Anfossi (1727–1797)
- Antonio Angeleri (1801–1880)
- Andrea D'Angeli (1868–1940)
- Gioacchino Angelo (1899–1971)
- Nuccio D'Angelo (1955
- Carlo Angeloni (1834–1901)
- Mořic Stanislav Anger (1844–1905)
- Paul Angerer (1927
- Jan Ignác Angermayr (1701–1732)
- Rafael Angles (1730–1816)
- Jan Michael Angstenberger (1717–1789)
- Giovanni Animuccia (?–1571)
- Anna Amálie princezna brunšvicko-wolfenbüttelská (1723–1787)
- Anna Amálie princezna pruská
- Deszö Antalffy-Zsiross (1885–1945)
- Costanzo Antegnati (1549–1624)
- George Antheil (1900–1959)
- Andrea Antico (1480–1538)
- John Antill (1904–1986)
- Ferdinand D'Antoine (1750?–1795?)
- Clemens Theodor Anton von Sachsen (1755–1836)
- Antonio D'Antoni (1801–1859)
- Jose Antonio (1902–1936)
- Theodore Antoniou (1935
- Jan Antoš (1750?–?)
- David August von Apell (1754–1832)
- Georges Aperghis (* 1945
- Denis ApIvor (1916–2004)
- Salvatore Apolloni (1704– ~ 1740)
- Hans Erich Apostel (1901–1972)
- Benedictus Appenzeller (1480–1558)
- Louis Applebaum (1918–2000)
- Francesco Araja (1709–1770)
- Dmitrij Arakišvili (1878–1953)
- Jesus Arambarri (1902–1960)
- Pedro Aranaz y Vides (1740–1820)
- Boris Arapov (1905–1992)
- Juan de Araujo (1646–1712)
- Jean Baptiste Arban (1825–1889)
- Thoinot Arbeau (1520–1595)
- Enrique Fernández Arbós (1968–1939)
- Jacob Arcadelt (1507–1568)
- Julian Arcas (1832–1882)
- Alexandr Andrejevič Archangelskij (1846–1924)
- Malcolm Archer (* 1952
- Violet  Archer (1913–2000)
- Louis Archimbaud (1705–1789)
- Luigi Arditi (1822–1903)
- Nicola D'Arienzo (1842–1915)
- Giuseppe Arena (1707–1784)
- Anton Stepanovich Arensky (1861–1906)
- Manuel Arenzana (1791–1821)
- Dominick Argento (* 1927)
- Emilio Arrieta (1823–1894)
- Attilio Ariosti (1666–1729)
- Michael Arne (1740–1786)
- Thomas Augustine Arne (1710–1778)
- Richard Arnell (1917–2009)
- Finn Arnestad (1915–1994)
- György Arnold (1781–1848)
- Jurij Karlovič Arnold (1811–1898)
- Ernst Arnold (1890–1962)
- Malcolm Arnold (1921–2006)
- Samuel Arnold (1740–1802)
- Joannes Arpinus (1571–1606)
- Juan Crisostomo de Arriaga (1806–1826)
- Philippe Arthuys (1928–2010)
- Nikolai Artsibushev (1858–1937)
- Vincente Arregui Garay (1871–1925)
- Giulio Cesare Arresti (1619–1701)
- Floriano Arresti (1660–1719)
- Pascal Juan Emilio Arrieta y Corera (1823–1894)
- Claude Arrieu (1903–1990)
- Girolamo Arrigo (1930
- Giovanni G. Arrigoni (1597–1675)
- Raynald Arseneault (1945–1995)
- Joao Marcellino Arroyo (1861–1930)
- Alexandr Grigorjevič Aruťunjan (1920–2012)
- Boris Vladimirovič Asafjev (1884–1949)
- Joseph Ascher (1829–1869)
- Leo Ascher (1880–1942)
- Vincente Asencio (1908–1979)
- Jon Asgeirsson (1928
- Robert Ashley (1940–1975)
- Muchtar Ašráfí (1912)
- Nils Henrik Asheim (1960)
- Hugh Ashton (1485–1558)
- Sergej Aslamazjan (1897–1978)
- Bonifazio Asioli (1769–1832)
- Mario Aspa (1799–1868)
- Soren Aspelin (1906–1973)
- Sigwart Aspestrand (1856–1941)
- Franz Asplmayr (1728–1786)
- Sergio Assad (* 1952
- Gennaro Astarita (1745–1803)
- Peter Aston (1938
- Emanuele d'Astorga (1680–1757)
- Georgi Atabasov (1882–1931)
- Ivor Atkins (1869–1953)
- Pierre Attaingnant (1494–1552)
- Kurt Atterberg (1887–1974)
- Thomas Attwood (1765–1838)
- Daniel Francois Auber (1782–1871)
- Jaques Aubert (1689–1753)
- Louis Aubert (1877–1968)
- Prudent-Louis Aubéry (1796–1869)
- Tony Aubin (1907–1981)
- Nicolas-Médard Audinot (1732–1801)
- Edmond Audran (1740–1901)
- Gerhard Auer (1925–2002)
- Lera Auerbach (* 1973
- Benedict Anton Aufschnaiter (1665–1742)
- Prince of Prussia August Wilhelm (1722–1758)
- Pietro Auletta (1698–1771)
- Tor Aulin (1866–1914)
- Valborg  Aulin (1860–1928)
- Frederic Austin (1872–1952)
- Georges Auric (1899–1983)
- Antonio Aurisicchio (1710–1781)
- Manzocchi Salvatore Auteri (1845–1924)
- Menahem Avidom (1908–1995)
- Charles Avison (1709–1770)
- Giuseppe Antonio Avitrano (1670–1756)
- Pedro Antonio Avondano (1714–1782)
- Giuseppe Avossa (1708–1796)
- Aaron Avšalomov (1894–1965)
- David Avshalomov (* 1946)
- Emil Axman (1887–1949)
- Hector Ayala (1914–1990)
- Frederick Ayres (1876–1926)
- Filippo Azzaiolo (1530–1569)